# 马河畔鲁瓦
马河畔鲁瓦（法語：Roye-sur-Matz，法語發音：[ʁwa syʁ ma]）是法国瓦兹省的一个市镇，属于贡比涅区。

## 地理
马河畔鲁瓦（49°35'30"N, 2°46'31"E）面积10.75 平方千米，位于法国上法蘭西大區瓦兹省，该省份为法国北部内陆省份，北起索姆省，西接厄尔省和滨海塞纳省，南至塞纳-马恩省和瓦兹河谷省，东临埃纳省。
与马河畔鲁瓦接壤的市镇（或旧市镇、城区）包括：比耶尔蒙、马河畔卡尼、孔希莱波、居里、拉贝利耶尔、里克堡、伯夫赖涅。
马河畔鲁瓦的时区为UTC+01:00、UTC+02:00（夏令时）。

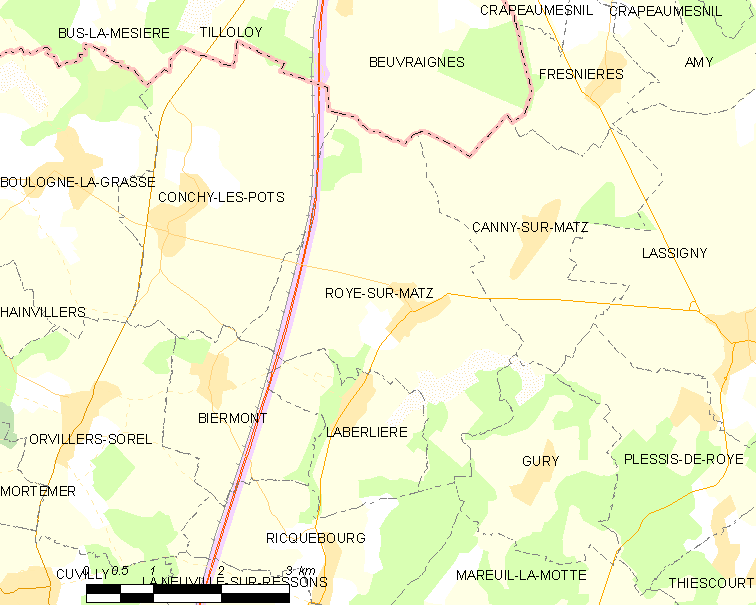
马河畔鲁瓦的OSM定位图

## 行政
马河畔鲁瓦的邮政编码为60310，INSEE市镇编码为60558。

## 政治
马河畔鲁瓦所属的省级选区为图罗特县。

## 人口

1962-2008年间马河畔鲁瓦人口变化图示

马河畔鲁瓦于2022年1月1日时的人口数量为451人。